# Clubiona cycladata
Clubiona cycladata är en spindelart som beskrevs av Simon 1909. Clubiona cycladata ingår i släktet Clubiona och familjen säckspindlar.
Artens utbredningsområde är Western Australia. Inga underarter finns listade i Catalogue of Life.